# روبرت إتش تاتل
روبرت إتش تاتل (بالإنجليزية: Robert H. Tuttle)‏ هو دبلوماسي أمريكي، ولد في 4 أغسطس 1943 في كاليفورنيا في الولايات المتحدة.

## وصلات خارجية
- روبرت إتش تاتل على موقع إن إن دي بي (الإنجليزية)